# Davinhac
Davinhac (en francès Davignac) és un municipi francès situat al departament de la Corresa i a la regió de la Nova Aquitània. L'economia del municipi es basa en l'extracció d'urani.

## Demografia
| 1962                                       | 1968 | 1975 | 1982 | 1990 | 1999 | 2007 |
| ------------------------------------------ | ---- | ---- | ---- | ---- | ---- | ---- |
| 355                                        | 360  | 307  | 279  | 289  | 272  | 254  |
| Des de 1962: població sense dobles comptes |      |      |      |      |      |      |

## Administració
| Període   | Identitat         | Partit |
| --------- | ----------------- | ------ |
| 1989-2001 | Joseph Lacassagne | PCF    |
| 2001-2008 | Patrick Bordas    | PCF    |
| 2008-     | Daniel Caraminot  | PCF    |